# 尼茲基島 (奈焦內什島附近)
尼茲基島是俄羅斯的島嶼，屬於北地群島的一部分，位於奈焦內什島以北0.9公里的拉普捷夫海，由克拉斯諾亞爾斯克邊疆區負責管轄，長1.5公里，最高點海拔高度8米，島上無人居住。